# Ulysses Moore (serie di romanzi)
Ulysses Moore è una serie di romanzi fantasy scritti da Pierdomenico Baccalario. L'autore finge di aver ritrovato i manoscritti della saga in un baule e di aver comunicato il ritrovamento alla casa editrice Piemme, che si sarebbe occupata della traduzione (il testo era infatti scritto in codice) e della pubblicazione dei libri. Per questa ragione, Baccalario ha firmato i volumi della serie utilizzando come pseudonimo lo stesso nome del protagonista. L'idea nasce da un viaggio dello stesso autore in Cornovaglia.

## Trama
Prima di iniziare la storia centrale, la "redazione" avverte che il primo volume è stato trovato in un baule insieme ad altri, da un loro collaboratore, Pierdomenico Baccalario, in Cornovaglia, il quale aggiunge di voler trovare la città ove risiederebbe lo scrittore di questi diari, Ulysses Moore, ma la città, Kilmore Cove, appare inesistente. Egli, comunicando ciò, ogni volta invia alla redazione la traduzione dei quaderni.
Nel secondo libro, lo stesso traduttore dice di continuare le ricerche su Kilmore Cove e nel terzo di trovare una guida turistica riguardante la medesima città. È poco dopo la traduzione del quinto libro che non arrivano più notizie riguardanti il collaboratore. Preoccupata, la redazione attende il sesto e ultimo volume, che arriva insieme ad un telegramma da Kilmore Cove, prova inconfutabile che il traduttore ha trovato l'anonima cittadina. Alla fine del libro, in una lettera, il traduttore spiega di essere stato a Kilmore Cove, ma rimane abbastanza vago su questo argomento. Con questo congedo la saga appare ormai conclusa, lasciando però in sospeso alcune questioni.

## Ambientazione
Il principale luogo dove avvengono le varie situazioni è Kilmore Cove, l'ipotetico villaggio situato in Cornovaglia in Inghilterra, precisamente a Villa Argo, una maestosa tenuta lungo una costiera, abitazione di Ulysses Moore in seguito acquistata dai Covenant. Inoltre, i vari personaggi viaggiano spesso nella Porta del tempo.

## Personaggi
- Jason Covenant: uno dei protagonisti che insieme alla sorella gemella Julia cerca di decifrare i misteri che nasconde Ulysses Moore. Biondo con gli occhi azzurri, gli piace l'avventura ed è innamorato di Anita.
- Julia Covenant: sorella gemella di Jason, cauta ed audace rispetto al suo gruppo. Bionda, alta e con gli occhi azzurri. Durante la storia si innamora di Rick.
- Rick Banner: amico dei due gemelli con cui condivide le varie avventure. Si innamorerà di Julia, poi di Mina. Mina è intelligente e vuole, insieme ai suoi compagni, sconfiggere la Compagnia delle Indie Immaginarie; compare dalla terza serie.
- Oblivia Newton: antagonista della prima serie di libri, vive con Manfred, suo scagnozzo nelle vicinanze di Kilmore Cove.
- Anita Bloom: ragazza sognatrice, dotata di grande memoria. Si innamora di Jason e ha un gatto di nome Miolì. Appare dalla seconda serie.
- Tommaso Ranieri Strambi: soprannominato Tommi, è il migliore amico di Anita. Amante della lettura.
- Nestor / Ulysses Moore: giardiniere di Villa Argo, nato a Londra, ma trasferitosi in seguito a Kilmore Cove. Nel sesto libro si rivela essere il primo proprietario di Villa Argo, Ulysses Moore.
- Murray: Protagonista della terza serie dei libri di Ulysses Moore, il padre incarcerato, vive da solo con la madre; diligente e fantasioso ama giocare ai videogame con i suoi amici e scopre la Metis
- Mina: amica di Murray. Lo aiuta a scoprire la Metis e salpa con lui per sfuggire al trasloco avventato organizzato da suo padre per andare a Palo Alto. Affascinante ed intelligente è la prima che risolve il cubo di Huleux e vuole, insieme ai suoi compagni, sconfiggere la Compagnia delle Indie Immaginarie.
- Shane: amico di Murray e Mina. Abita con il padre e lavora al porto. Forte e coraggioso, nonostante sia stato bocciato, è perspicace e possiede un enorme mazzo di chiavi con il quale apre quasi tutte le serrature della città.
- Connor: amico di Murray, Mina e Shane. Orfano, vive su una barca attraccata a una quercia chiamata Itaca. Su di questa i ragazzi si riuniscono per giocare ai videogame e curare l’orto. Intelligente, vorrebbe fare il programmatore di videogiochi. Estremamente legato alla sua nave, la sua casa, ma non si tira mai indietro.

## La serie di romanzi
La serie è composta da 19 romanzi pubblicati tra il 2004 e il 2024, originariamente in lingua italiana e poi tradotti in altre lingue. All'interno della serie si possono distinguere tre diverse parti: la prima dal 2004 al 2008 di sei libri, la seconda viene inaugurata con il libro La città nascosta sempre di sei libri e va fino al 2013 e la terza serie dal 2013 al 2016 con l'opera La nave del tempo con nuovi personaggi ed eventi. Nel 2024 è stato pubblicato un prequel.

### Primo ciclo
| # | Titolo                             | Anno | Trama |
| - | ---------------------------------- | ---- | --- |
| 1 | La porta del tempo                 | 2004 | Jason e Julia Covenant si sono appena trasferiti a Kilmore Cove insieme alla famiglia. Nella loro abitazione scoprono una porta antica che rivela diversi misteri che scopriranno insieme all'amico Rick. |
| 2 | La bottega delle mappe dimenticate | 2005 | Jason, Julia e l'amico Rick si ritrovano in una biblioteca in cui scoprono una mappa nascosta in una stanza segreta. |
| 3 | La casa degli specchi              | 2005 | Jason, Julia e Rick si trovano nella Casa degli Specchi, luogo da dove partono per scoprire alcune insidie di Kilmore Cove. |
| 4 | L'isola delle maschere             | 2006 | Oblivia Newton ha attraversato la porta del tempo nella Casa degli Specchi ed è giunta nella Venezia del Settecento, dove si nasconde Peter Dedalus, il suo vecchio amante. Dedalus è l'unica persona che conosce il nascondiglio della prima chiave, l'unica capace di aprire qualsiasi Porta del Tempo. Rick, Jason e Julia la seguiranno attraverso la Porta del Tempo di Villa Argo, capace di approdare in qualsiasi Porto di Sogno, a differenza degli altri che possono condurre solo in un luogo. |
| 5 | I guardiani di pietra              | 2006 | Oblivia e Manfred, i nemici dei protagonisti, vogliono arrivare a Villa Argo per entrare nella Porta del Tempo. Per questo motivo Jason, Julia e Rick devono appropriarsi della Prima Chiave per sconfiggere il nemico. |
| 6 | La prima chiave                    | 2007 | Jason, Julia e Rick oltrepassano la Porta del Tempo di Kilmore Cove e i due gemelli rimangono imprigionati nel Medioevo. Da qui dovranno fare di tutto per trovare la Prima Chiave, con cui salvarsi. |

### Secondo ciclo
| #  | Titolo                             | Anno | Trama |
| -- | ---------------------------------- | ---- | --- |
| 7  | La città nascosta                  | 2008 | Anita Bloom ritrova in soffitta un vecchio quaderno per il quale proverà dei sentimenti strani: in esso ci sono caratteri misteriosi, motivo per il quale Anita raggiunge Kilmore Cove, dove incontrerà Jason, Julia e Rick, e insieme scopriranno i segreti del libretto. |
| 8  | l maestro di fulmini               | 2009 | I tre protagonisti, Rick, Anita e Jason, viaggiano per il Paese che Muore, non sapendo che è minacciato dagli Incendiari e Malarius Voynic, il loro capo. |
| 9  | Il labirinto d'ombra               | 2009 | Sorpassata la Porta del Tempo, Jason, Julia e Rick sono in un posto buio: la parte più interna della Terra in cui dovranno viaggiare. |
| 10 | Il paese di ghiaccio               | 2010 | Jason, Julia, Rick e Anita ritornano a Kilmore Cove e scoprono che tra i vari abitanti si nasconde un ingannatore, su cui indagheranno. |
| 11 | Il giardino di cenere              | 2010 | Ulysses Moore non sarebbe mai tornato in quel posto, ma solo lì poteva trovare le risposte sulla scomparsa misteriosa della moglie Penelope. Comincia allora un'avventura su un'isola sperduta nel mare del tempo che, dopo una accurata esplorazione da parte dell'ex proprietario di Villa Argo e del piccolo Flint, si scopre essere collegata al Labirinto d'Ombra, dal quale i due ritornano a Kilmore Cove. Intanto, Jason e Julia, Tommaso Ranieri Strambi, Black Vulcano, Rick, Peater Dedalus e Padre Phoenix esplorano tutti i Luoghi Immaginari cercando Ulysses Moore. Anita Bloom, contemporaneamente, scopre un'inquietante verità sull'arcinemico dei componenti della Grande Estate: il pirata Spencer, che vaga nel mare del tempo in cerca di Ulysses Moore ed i suoi amici. |
| 12 | Il club dei viaggiatori immaginari | 2011 | I gemelli Covenant devono sconfiggere la Mary Grey, una famosa nave di Spencer, senza l'aiuto di Ulysses Moore, l'unico che è riuscito a sconfiggerlo in precedenza. |

### Terzo ciclo
| #  | Titolo                       | Anno | Trama |
| -- | ---------------------------- | ---- | --- |
| 13 | La nave del tempo            | 2013 | Nella cittadina di Shane, Connor, Mina e Murray c'è una nave eccentrica, nella quale decidono di iniziare una nuova avventura. |
| 14 | Viaggio nei porti oscuri     | 2014 | La Compagnia delle Indie Immaginarie ha imprigionato una nave di ribelli e Murray e i suoi compagni decidono di aiutarli. |
| 15 | I pirati dei mari immaginari | 2014 | Per scoprire dove si nasconde Ulysses Moore, Murray e Connor devono scendere nelle viscere della Terra, dovendo anche fronteggiare i pirati dei sette mari, loro acerrimi nemici. |
| 16 | L'isola dei ribelli          | 2015 | A Kilmore Cove fa ritorno Ulysses Moore, il quale organizza il salvataggio dei ribelli. La missione ha come capo Murray. |
| 17 | L'ora della battaglia        | 2015 | Una flotta chiamata Huxley vuole distruggere i ribelli, arrivando nella cittadina di Kilmore Cove. Murray ritorna nella camera di Larry Huxley, aprendo la Porta del Tempo. |
| 18 | La grande estate             | 2016 | Ambientato in Cornovaglia nel 1958, racconta le avventure di Ulysses Moore, il protagonista, e suo padre, vissute nella casa di famiglia costruita su una scogliera. La scoperta dei segreti nascosti nella dimora, affrontati con gli amici del posto, serviranno a risolvere un mistero nascosto che riuscirà a salvare l'abitazione dalla distruzione. |

### Prequel
| #  | Titolo                      | Anno | Trama |
| -- | --------------------------- | ---- | --- |
| 19 | I mondi alla fine del mondo | 2024 | Ulysses Moore ha undici anni e nessuna voglia di andare a Eton, il più prestigioso collegio inglese. Lui vuole stare con i suoi amici nelle strade di Londra, esplorare edifici in rovina, lanciarsi con i carretti di legno fin dentro il Tamigi, trovare il coraggio di dire quello che prova a sua cugina Daffodille. Invece viene mandato dai nonni da un oscuro professore che gli farà lezione nei mesi a venire. C'è un imprevisto, però: non solo il professore aveva già dato lezioni a sua madre, quando era viva, ma conosce alcuni segreti della famiglia Moore, dei suoi antenati e di una casa perduta chiamata Villa Argo, da cui provengono storie che sembrano avere a che fare con la parte invisibile del mondo. |

## Le chiavi
Ogni chiave apre una Porta del Tempo differente, a seconda dell'animale scolpito nell'impugnatura, e ad ognuna di esse corrisponde un tipo di animale differente.
Le chiavi finora scoperte sono:
- Alligatore, Picchio, Rana, Istrice: aprono la Porta del Tempo di Villa Argo, la casa appartenuta ad Ulysses Moore e alla sua famiglia che conduce in qualsiasi posto immaginario;
- Gatto: apre la Porta del Tempo nella casa di Miss Biggles, una vecchia signora di Kilmore Cove che conduce nella Terra di Punt (Egitto);
- Leone: apre la Porta del Tempo nella Casa degli Specchi, l'abitazione di Peter Dedalus che conduce nella Venezia del Settecento;
- Tre Tartarughe: questa chiave, conosciuta anche come Prima Chiave, è capace di aprire tutte le Porte del Tempo, senza bisogno di possedere la chiave che apre la rispettiva porta;
- Cavallo: apre la Porta del Tempo alla stazione ferroviaria di Black Vulcano, che conduce al Giardino del prete Gianni nel medioevo;
- Balena: apre la Porta del Tempo nella libreria di Calypso, l'Isola di Calypso che conduce ad Atlantide;
- Drago: apre la Porta del Tempo nel parco cittadino di Kilmore Cove, Turtle Park, che conduce ad Agarthi;
- Mammut: apre la Porta del Tempo in fondo alle scale del faro di Minaxo, che conduce a Thule, paese in Siberia abitato da giganti;
- Scimmia: apre la Porta del Tempo della pasticceria Chubber, che conduce a Eldorado;
- Capra: apre la Porta del Tempo costruita dai protagonisti, che conduce ad Arcadia;
- Corvo: apre la Porta del Tempo di Arcadia che conduce al Labirinto d'Ombra.